# Mornant
Mornant är en kommun i departementet Rhône i regionen Auvergne-Rhône-Alpes i östra Frankrike. Kommunen ligger i kantonen Mornant som tillhör arrondissementet Lyon. År 2022 hade Mornant 6 261 invånare.

## Befolkningsutveckling
Antalet invånare i kommunen Mornant
| Referens: INSEE |